# Аббема, Луиза
Луиза Аббема (фр. Louise Abbéma; 30 октября 1853), Этамп, Франция — 10 июля 1927, Париж, Франция) — французская художница, скульптор и дизайнер Прекрасной эпохи. Считалась «Официальным художником Третьей республики». Её статьи регулярно публиковались в журналах Gazette des Beaux-Arts и L’Art.
Художница специализировалась на масляных портретах и акварелях, на её работы оказали влияние китайские и японские художники, а также творчество современных мастеров, таких как Эдуард Мане. Часто рисовала цветы. Её самые известные работы — «Времена года», «Утро в апреле», «Площадь Согласия», «Среди цветов», «Зима» и портреты актрисы Жанны Самари, императора Дома Педро II из Бразилии, Фердинанда де Лессепса и Шарля Гарнье.

## Биография
Родилась в богатой парижской семье со связями в местном художественном сообществе. Получила признание в возрасте 23 лет, когда написала портрет Сары Бернар. Начала заниматься живописью будучи подростком. Училась у известных мастеров того времени: Шарля Джошуа Шаплена, Жан-Жака Эннера, Каролюс-Дюрана. Написала множество портретов знаменитых людей. Работала над оформлением Парижской ратуши, Парижского Оперного театра, других театров, в том числе «Театра Сары Бернар», губернаторского дворца в Дакаре. Аббема была ещё и опытным печатником, скульптором, дизайнером, а также писательницей, регулярно вносившей вклад в такие журналы как «Gazette des Beaux-Arts» и «L’Art». Постоянная участница Парижского салона (премия Салона 1881 года). Одна из женщин-художниц, чьи работы были выставлены в 1893 году на Всемирной выставке в Чикаго.

## Личная жизнь
Аббема была лесбиянкой. Портрет Сары Бернар, её подруги, и, как многие считали, любовницы, принёс известность молодой художнице.

## Отличия
Получила бронзовую медаль на Всемирной выставке в Париже (1900). Кавалер Ордена Почётного легиона (1906).

## Галерея
- «Игра в крокет»
(1872)
- «Сара Бернар»
(1875)
- «Портрет
 Жанны Самари» (1879)
- «Апрельское утро, Площадь Согласия, Париж» (1894)
- «У фортепиано»
(около 1880)
- «Дама с цветами»
(1883)
- «Автопортрет»
(около 1900)
- «Флора»
(1913)